# 15.º Regimiento Antiaéreo (v)
El 15.° Regimiento Antiaéreo (v) (Flak-Regiment. 15 (v)) fue una unidad de la Luftwaffe durante la Segunda Guerra Mundial.

## Historia
Fue formado en agosto de 1940, a partir del VII Comando Administrativo Aéreo.

## Comandantes
- Teniente coronel Horst Schroeder – (23 de agosto de 1940 – 23 de abril de 1941)
- Coronel Heinrich Kroener – (23 de abril de 1941 – 24 de julio de 1943)
- Coronel Paul Heck – (24 de julio de 1943 – 1 de octubre de 1944)
- Teniente coronel Hans Dilschneider – (2 de octubre de 1944 – 21 de enero de 1945)
- Mayor Anton Meckel – (22 de enero de 1945 – 8 de mayo de 1945)

## Servicios
- 1942: en Dinant con 441° Regimiento Antiaéreo, 752° Regimiento Antiaéreo, 955° Regimiento Antiaéreo y otros.
- abril de 1943: en Rennes bajo la 13° División Antiaérea, con 193° Regimiento Antiaéreo, 196° Regimiento Antiaéreo, 441° Regimiento Antiaéreo, 596° Regimiento Antiaéreo, 752° Regimiento Antiaéreo, 805° Regimiento Antiaéreo(?) y 873° Regimiento Antiaéreo.
- 1 de noviembre de 1943: en Rennes bajo la 13° División Antiaérea, con 752° Regimiento Antiaéreo Ligero (v), 912° Regimiento Ligero Antiaéreo (v), 343° Regimiento Antiaéreo Mixto (v), 441° Regimiento Mixto Antiaéreo (v), 193° Regimiento Mixto Antiaéreo (v) y 98° Regimiento Ligero Antiaéreo (motorizado).
- 1 de enero de 1944: en Rennes bajo la 13° División Antiaérea (5° Brigada Antiaérea), con 98° Regimiento Ligero Antiaéreo (motorizado), 752° Regimiento Ligero Antiaéreo (v), 912° Regimiento Ligero Antiaéreo (v), 153° Regimiento Mixto Antiaéreo (v), 193° Regimiento Mixto Antiaéreo (v), 441° Regimiento Mixto Antiaéreo (v) y Lsp.109 (v).
- 1 de febrero de 1944: en Rennes bajo la 13° División Antiaérea (5° Brigada Antiaérea), 98° Regimiento Ligero Antiaéreo (motorizado), 752° Regimiento Ligero Antiaéreo (v), 912° Regimiento Ligero Antiaéreo (v), 153° Regimiento Mixto Antiaéreo (v) y 441° Regimiento Mixto Antiaéreo (v).
- 1 de marzo de 1944: en Rennes bajo la 13° División Antiaérea, con 98° Regimiento Ligero Antiaéreo (motorizado), 752° Regimiento Ligero Antiaéreo (v), 912° Regimiento Ligero Antiaéreo (v), 153° Regimiento Mixto Antiaéreo (v), 441° Regimiento Mixto Antiaéreo (v), 596° Regimiento Mixto Antiaéreo (v), 852° Regimiento Ligero Antiaéreo (v) y 991° Regimiento Ligero Antiaéreo (v).
- 1 de abril de 1944: en Rennes bajo la 13° División Antiaérea, con 98° Regimiento Ligero Antiaéreo (motorizado), 752° Regimiento Ligero Antiaéreo (v), 912° Regimiento Ligero Antiaéreo (v), 153° Regimiento Mixto Antiaéreo (v), 441° Regimiento Mixto Antiaéreo (v), 596° Regimiento Mixto Antiaéreo (v), 852° Regimiento Ligero Antiaéreo (v) y 991° Regimiento Ligero Antiaéreo (v).
- 1 de mayo de 1944: en Rennes bajo la 13° División Antiaérea, con 90° Regimiento Ligero Antiaéreo (motorizado), 752° Regimiento Ligero Antiaéreo (v), 912° Regimiento Ligero Antiaéreo (v), 441° Regimiento Mixto Antiaéreo (v), 596° Regimiento Mixto Antiaéreo (v), 852° Regimiento Ligero Antiaéreo (v) y 6 schwere Alarm-Flak-Bttr. (310./XII, 315./XII, 322. - 325./XII).
- 1 de junio de 1944: en Rennes bajo la 13° División Antiaérea, con 90° Regimiento Ligero Antiaéreo (motorizado), 752° Regimiento Ligero Antiaéreo (v), 912° Regimiento Ligero Antiaéreo (v), 852° Regimiento Ligero Antiaéreo (v), 441° Regimiento Mixto Antiaéreo (o), 596° Regimiento Mixto Antiaéreo (o) y 497° Regimiento Mixto Antiaéreo (v).
- 1 de julio de 1944: en Rennes(?) bajo la 13° División Antiaérea, con 752° Regimiento Ligero Antiaéreo (v), 912° Regimiento Ligero Antiaéreo (v), 852° Regimiento Ligero Antiaéreo (v), 441° Regimiento Mixto Antiaéreo (o), 596° Regimiento Mixto Antiaéreo (o), 7 schwere Alarm-Bttr. (310./XII, 315./XII, 322./XII, 323./XII, 324. - 326./XII) y 4 leichte Alarm-Bttr. (86./XII, 89./XII, 91./XII and 92./XII).
- 1 de agosto de 1944: en Rennes(?) bajo la 13° División Antiaérea, con 197° Regimiento Mixto Antiaéreo (o), 292° Regimiento Mixto Antiaéreo (o), 364° Regimiento Mixto Antiaéreo (o), 6° Bat./153° Regimiento Mixto Antiaéreo (v), 441° Regimiento Mixto Antiaéreo (o), 596° Regimiento Mixto Antiaéreo (o), 852° Regimiento Ligero Antiaéreo (v), 912° Regimiento Ligero Antiaéreo (v), Plana Mayor II Grupo, 6° Bat., 8° Escuadra (Ligera)/FAS II GRupo, 3° Escuadra/931° Regimiento Ligero Antiaéreo (v) y 4 leichte Alarm-Bttr. (86./XII, 89./XII, 91./XII and 92./XII).
- agosto de 1944: retirado de Francia.
- 1 de septiembre de 1944: el V Comando Administrativo Aéreo bajo la 13° División Antiaérea con 197° Regimiento Mixto Antiaéreo (o), 292° Regimiento Mixto Antiaéreo (o), 364° Regimiento Mixto Antiaéreo (o), 441° Regimiento Mixto Antiaéreo (o), 596° Regimiento Mixto Antiaéreo (o), 852° Regimiento Ligero Antiaéreo (v), 912° Regimiento Ligero Antiaéreo (v) y 3° Escuadra/931° Regimiento Ligero Antiaéreo (v).
- 1 de octubre de 1944: bajo la 1° Brigada Antiaérea con 197° Regimiento Mixto Antiaéreo (o), 292° Regimiento Mixto Antiaéreo (o), 364° Regimiento Mixto Antiaéreo (o); Stab, 5° Escuadra, 6° Escuadra/441° Regimiento Mixto Antiaéreo (o); Stab, 5° Escuadra, 6° Escuadra/596° Regimiento Mixto Antiaéreo (o); 912° Regimiento Ligero Antiaéreo (v) y 3° Escuadra/931° Regimiento Ligero Antiaéreo (v).
- 1 de noviembre de 1944: bajo la 1° Brigada Antiaérea con 197° Regimiento Mixto Antiaéreo (o), 292° Regimiento Mixto Antiaéreo (o); Stab, 5° Escuadra, 6° Escuadra/596° Regimiento Mixto Antiaéreo (o); Stab, 4° Escuadra, 5° Escuadra/919° Regimiento Ligero Antiaéreo (v) y 4° Escuadra/11400° Regimiento Ligero Antiaéreo (b.motorizada); 3° Escuadra/931° Regimiento Ligero Antiaéreo (v); 997° Regimiento Ligero Antiaéreo (v); Stab, 1° Escuadra, 3° Escuadra, 5° Escuadra, 6° Escuadra/11400° Regimiento Ligero Antiaéreo (b.motorizada)
- 1 de diciembre de 1944: bajo la 19° Brigada Aantiaérea con gem. 197° Regimiento Mixto Antiaéreo (o), 292° Regimiento Mixto Antiaéreo (o); Stab, 5° Escuadra, 6° Escuadra/596° Regimiento Mixto Antiaéreo (o); 834° Regimiento Ligero Antiaéreo (v); 911° Regimiento Ligero Antiaéreo (v); Stab, 4° Escuadra, 5° Escuadra/919° Regimiento Ligero Antiaéreo (v) y 3° Escuadra/931° Regimiento Ligero Antiaéreo (v); 997° Regimiento Ligero Antiaéreo (v).
- 1945: el XIV Comando Aéreo (Mittelrhein) bajo la 16° División Antiaérea.